# 1994 UP11
1994 UP11 är en asteroid i huvudbältet som upptäcktes den 31 oktober 1994 av Palomar Planet-Crossing Asteroid Survey (PCAS) vid Palomar-observatoriet.
Asteroiden har en diameter på ungefär 4 kilometer.